# The Adventures of Frank Merriwell
The Adventures of Frank Merriwell é um seriado estadunidense de 1936, gênero aventura, dirigido por Clifford Smith e Lew Landers, em 12 capítulos, estrelado por Donald Briggs, Jean Rogers e Carla Laemmle. O seriado foi produzido e distribuído pela Universal Pictures, e veiculou nos cinemas estadunidenses a partir de 13 de janeiro de 1936.
Foi baseado em várias histórias sobre Frank Merriwell do livro de Burt L. Standish, pseudônimo de William Patton Gilbert, que escreveu 209 histórias sobre Frank Merriwell entre 1896 e 1930 (algumas entre 1927 e 1930, escritos por outros autores com o mesmo pseudônimo), 28 deles reeditados posteriormente.[carece de fontes?]

## Sinopse
O esportista Frank Merriwell deixa a escola para procurar seu pai desaparecido. Suas aventuras envolvem uma inscrição misteriosa sobre um anel, um tesouro enterrado,seqüestros e índios. Ele salva seu pai e retorna para a escola, no exato momento de ganhar um jogo de beisebol decisiva.[carece de fontes?]

## Elenco
- Donald Briggs  ... Frank Merriwell (creditado Don Briggs)
- Jean Rogers  ... Elsie Belwood
- John 'Dusty' King  ... Bruce Browning
- Carla Laemmle  ... Carla Rogers
- House Peters Jr.  ... House Peters
- Herschel Mayall Jr.  ... 'Hersh' Mayall
- Wallace Reid Jr.  ... Wally Reid
- Edward Arnold Jr.  ... Eddie Arnold
- Bryant Washburn Jr.  ... Bryant Washburn
- Allan Hersholt  ... Allen Hersholt
- Carlyle Blackwell Jr.  ... Carlyle Blackwell
- Peter Gowland  ... Peter Gowland
- Sumner Getchell  ... Harry
- William P. Carleton  ... Charles Merriwell [Caps.10-12] (creditado William Carleton)
- Ben Hewlett  ... Daggett (creditado Bentley Hewlett)
- Ella Ethridge  ... Mrs. Mary Merriwell [Caps. 2, 10-12]
- Walter Law  ... Murray Belwood [Caps. 4-9]
- Jack Donovan  ... Harding [Caps. 1-2, 11-12]
- Al Bridge  …  Black (creditado Alan Bridge)
- Sam McDaniel  ... Jeff [Caps. 2, 10-12]
- King Baggot  ... Professor (não-creditado)
- Edmund Cobb  ... Pete (não-creditado)
- William Desmond  ... Capitão do 'Viking' (não-creditado)
- Al Ferguson  ... Big Tom (não-creditado)
- Monte Montague  ... Monte (não-creditado)
- Artie Ortego  ... índio (não-creditado)
- Slim Whitaker  ... Nolan (não-creditado)

## Produçao
As aventuras originais de Frank Merriwell ocorreram na década de 1890, mas para o seriado, a história foi atualizada para 1936.
A Universal combinou diversas historias de Burt Standish para fazer o seriado.

## Capítulos
1. College Hero
2. The Death Plunge
3. Death at the Crossroads
4. Wreck of the Viking
5. Capsized in the Cataract
6. Descending Doom
7. Monster of the Deep
8. The Tragic Victory
9. Between Savage Foes
10. Imprisoned in a Dungeon
11. The Crash in the Chasm
12. The Winning Play

Fonte: